# Comunidades imaginadas
Comunidades imaginadas é um conceito criado por Benedict Anderson. Uma comunidade imaginada é diferente de uma comunidade real pois não se baseia em interação face à face de seus membros, e, por razões práticas, não pode fazê-lo: Anderson chega a mencionar que nada maior que um vilarejo pode ser uma comunidade real, já que é impossível que todos seus membros se conheçam.  Nação é um exemplo de comunidade socialmente construída, imaginada por pessoas que percebem a si próprias como parte de um grupo. O livro de Anderson, que inaugura tal conceptuação, Imagined Communities, foi inicialmente publicado em 1983 e reeditado em 1991, com diversas correções (inclusive sobre a parte em que ele discute o surgimento do conceito de nação no Brasil) e adição de capítulos.
Embora o termo tenha sido cunhado especificamente para tratar do fenômeno do nacionalismo, ele passou a ser utilizado de forma mais ampla, quase como um sinônimo de comunidade de interesse. Ele pode ser utilizado, por exemplo, para se referir a uma comunidade baseada em orientação sexual, ou consciência de fatores de risco global.
Benedict Anderson definiu nação como "uma comunidade política imaginada - e imaginada tanto como limitada quanto soberana por excelência". Seus membros trazem em suas mentes uma imagem mental de afinidade mútua: um exemplo é o espírito de nacionalidade compartilhado com outros membros de sua nação quando a equipe nacional participa de um evento de grandes proporções, como os Jogos Olímpicos. Como Anderson afirma, essa comunidade "é imaginada pois membros de uma nação, mesmo da menor delas, nunca conhecerão a maioria de seus conterrâneos, nunca os encontrarão ou, até mesmo, ouvirão a seu respeito; ainda assim, eles terão em suas mentes a imagem de sua comunhão". Membros de uma comunidade, apesar da potencial impossibilidade de interação real uns com os outros, não deixam de compartilhar interesses ou aspectos identitários comuns. A mídia cria e mantém comunidades imaginadas, embora geralmente o faça voltando à sua audiência como se estivesse referindo à totalidade de cidadãos de um país.
A origem do conceito de nação, para Anderson e outros historiadores como Eric Hobsbawm e Ernest Gellner - ambos citados e discutidos em Imagined Communities -, é um fenômeno da Modernidade. De acordo com Anderson, para que o formato atual de nação e nacionalismo surgisse, foram necessárias três mudanças históricas centrais:

"Essencialmente, eu argumentei que a possibilidade em si de imaginar a nação só surgiu historicamente quando, e onde, três conceitos culturais fundamentais, todos eles de grande antiguidade, perdessem seu poder axiomático na mente dos homens. O primeiro deles  foi a ideia de que uma particular linguagem de escrita oferecia acesso privilegiado à verdade ontologicamente situada, precisamente por que tal linguagem era uma parcela inseparável desta verdade." (Nota: Anderson se refere ao Latim propagado pela Igreja Católica e pelas universidades durante toda a Idade Média, o árabe arcaico do Alcorão etc.)

"O segundo [desses conceitos] foi a crença que a sociedade seria naturalmente organizada ao redor e sob potestades - i.e. monarcas que eram pessoas à parte de outros seres humanos e que governavam por alguma forma de deliberação cosmológica (divina). [...]"

"O terceiro foi uma concepção de temporalidade em que a cosmologia e a história eram indistinguíveis, e a origem tanto do mundo quanto dos homens era essencialmente idêntica. Combinadas, essas ideias enraizaram firmemente as vidas dos homens na natureza das coisas, dando certo significado para as fatalidades cotidianas da existência (sobretudo, para a morte, a perda e a servidão) e oferecendo, de diversas formas, redenção delas."

Uma vez que explica a ruptura do mundo organizado ao redor da comunidade ideal das almas com o mundo moderno dos Estados nacionais, Anderson discorre sobre a importância do que ele chama de "Print Capitalism" (capitalismo de imprensa) para ilustrar os primeiros momentos na história em que grupos de falantes de dialetos locais se tornaram cônscios de que podiam entender uns aos outros e, assim, compartilhavam uma inteligibilidade uma vez que consumiam os mesmos produtos culturais. A criação de um discurso comum, compartilhado e isolado em diferentes agrupamentos geográficos, foi o primeiro passo para a formação da comunidade imaginada que complementou as formas institucionais já existentes dos Estados nacionais.
Para Anderson, uma compreensão do fenômeno do nacionalismo e das nações é incompleta sem que a formação e dinâmicas dessa espécie de comunidade extra-institucional sejam consideradas. Como teóricos anteriores (por exemplo, Johann Gottfried Herder), Anderson evita resumir a nação a um fenômeno puramente institucional, ao conceito de Estado. Como lemos na introdução à segunda edição do livro, tanto o marxismo quanto o liberalismo de sua época fracassaram em compreender o fenômeno da nação por se afiliarem demais à versão oficial do conceito.
Em contraste com outros teóricos que, como Anderson, acreditam que o nacionalismo seja um fenômeno derivado do Iluminismo e das revoluções do século XVIII, ele não é hostil à ideologia nacionalista, nem pensa que ela seja uma crença obsoleta no mundo globalizado. Anderson valoriza o elemento utópico nas ideologias nacionalistas (e seu conceito de utopia, por sua vez, é largamente derivado do de Ernst Bloch).